# Moca strepsizona
Moca strepsizona är en fjärilsart som beskrevs av Edward Meyrick 1906. Moca strepsizona ingår i släktet Moca och familjen Immidae. Inga underarter finns listade i Catalogue of Life.